# Appiano Gentile
Appiano Gentile är en ort och kommun i provinsen Como i regionen Lombardiet i Italien. Kommunen hade 7 779 invånare (2018).